# Nine Lives (Robert Plant-album)
A Nine Lives egy box set, amely Robert Plant szóló munkáit tartalmazza. 2006. november 21-én jelent meg, magába foglalja Plant eddigi szóló lemezeit, melyeket újrakevertek, rátettek eddig kiadatlan dalokat, valamint a kislemezek b-oldalas számait.
A következő albumok szerepelnek a dobozban:
- Pictures at Eleven
- The Principle of Moments
- The Honeydrippers: Volume One
- Shaken 'n' Stirred
- Now and Zen
- Manic Nirvana
- Fate of Nations
- Dreamland
- Mighty ReArranger

A box set tartalmaz továbbá egy DVD-t is. A DVD-n 20 videóklipet, koncertfelvételeket, valamint interjúkat láthatunk. Az interjúkban nem csak Plant szólal meg, hanem néhány barátja is, többek között Phil Collins, az énekes-dalszövegírő Tori Amos, a tenisz csillag John McEnroe, valamint az Atlantic Records korábbi elnöke Ahmet Ertegün.

## Számok listája

### Első CD: Pictures At Eleven
1. Burning Down One Side
2. Moonlight In Samosa
3. Pledge Pin
4. Slow Dancer
5. Worse Than Detroit
6. Fat Lip
7. Like I've Never Been Gone
8. Mystery Title
9. Far Post
10. Like I've Never Been Gone

### Második CD: The Principle Of Moments
1. Other Arms
2. In The Mood
3. Messin' With The Mekon
4. Wreckless Love
5. Thru' With The Two Step
6. Horizontal Departure
7. Stranger Here…Than Over There
8. Big Log
9. In The Mood
10. Thru' With The Two Step
11. Lively Up Yourself
12. Turnaround

### Harmadik CD: The Honeydrippers: Volume 1
1. I Get A Thrill - Honeydrippers
2. Sea Of Love - Honeydrippers
3. I Got A Woman - Honeydrippers
4. Young Boy Blues - Honeydrippers
5. Rockin' At Midnight - Honeydrippers
6. Rockin' At Midnight - Honeydrippers

### Negyedik CD: Shaken 'N' Stirred
1. Hip To Hoo
2. Kallalou Kallalou
3. Too Loud
4. Trouble For Money
5. Pink And Black
6. Little By Little
7. Doo Doo A Do Do
8. Easily Lead
9. Sixes And Sevens
10. Little By Little

### Ötödik CD: Now And Zen
1. Heaven Knows
2. Dance On My Own
3. Tall Cool One
4. Way I Feel
5. Helen Of Troy
6. Billy's Revenge
7. Ship Of Fools
8. Why
9. White Clean And Neat
10. Walking Towards Paradise
11. Billy's Revenge
12. Ship Of Fools
13. Tall Cool One

### Hatodik CD: Manic Nirvana
1. Hurting Kind (I've Got My Eyes On You)
2. Big Love
3. S S S & Q
4. I Cried
5. She Said
6. Nirvana
7. Tie Dye On The Highway1
8. Your Ma Said You Cried In Your Sleep Last Night
9. Anniversary
10. Liars Dance
11. Watching You
12. Oompah (Watery Bint)
13. One Love
14. Don't Look Back

### Hetedik CD: Fate Of Nations
1. Calling To You
2. Down To The Sea
3. Come Into My Life
4. I Believe
5. 29 Palms
6. Memory Song (Hello Hello)
7. If I Were A Carpenter
8. Promised Land
9. Greatest Gift
10. Great Spirit
11. Network News
12. Colours Of A Shade
13. Great Spirit
14. Rollercoaster
15. 8.05
16. Dark Moon

### Nyolcadik CD: Dreamland
1. Funny In My Mind
2. Morning Dew
3. One More Cup Of Coffee
4. Last Time I Saw Her
5. Song To The Siren
6. Win My Train Fare Home
7. Darkness Darkness
8. Red Dress
9. Hey Joe
10. Skip's Song
11. Dirt In A Hole
12. Last Time I Saw Her

### Kilencedik CD: Mighty Rearranger
1. Another Tribe
2. Shine It All Around
3. Freedom Fries
4. Tin Pan Valley
5. All The King's Horses
6. Enchanter
7. Takamba
8. Dancing In Heaven
9. Somebody Knocking
10. Let The Four Winds Blow
11. Mighty Rearranger
12. Brother Ray
13. Red White And Blue
14. All The Money In The World
15. Shine It All Around
16. Tin Pan Valley
17. Enchanter

### Tizedik CD: Nine Lives (DVD)
1. Nine Lives (Documentary)
2. Burning Down One Side (Video)
3. Big Log (Video)
4. In The Mood (Video)
5. Rockin' At Midnight (Video)
6. Sea Of Love (Video)
7. Little By Little (Video)
8. Pink And Black (Video)
9. Heaven Knows (Video)
10. Tall Cool One (Video)
11. Ship Of Fools (Video)
12. Hurting Kind (I've Got My Eyes On You) (Video)